# Psychotria tatei
Psychotria tatei är en måreväxtart som beskrevs av Paul Carpenter Standley. Psychotria tatei ingår i släktet Psychotria och familjen måreväxter. Inga underarter finns listade i Catalogue of Life.